# Aleh Patocki
Aleh Patocki (biał. Алег Патоцкі, ros. Олег Патоцкий, Oleg Patockij; ur. 24 czerwca 1991 w Mińsku) – białoruski piłkarz, grający na pozycji pomocnika.